# Basilika La Merced (Yarumal)

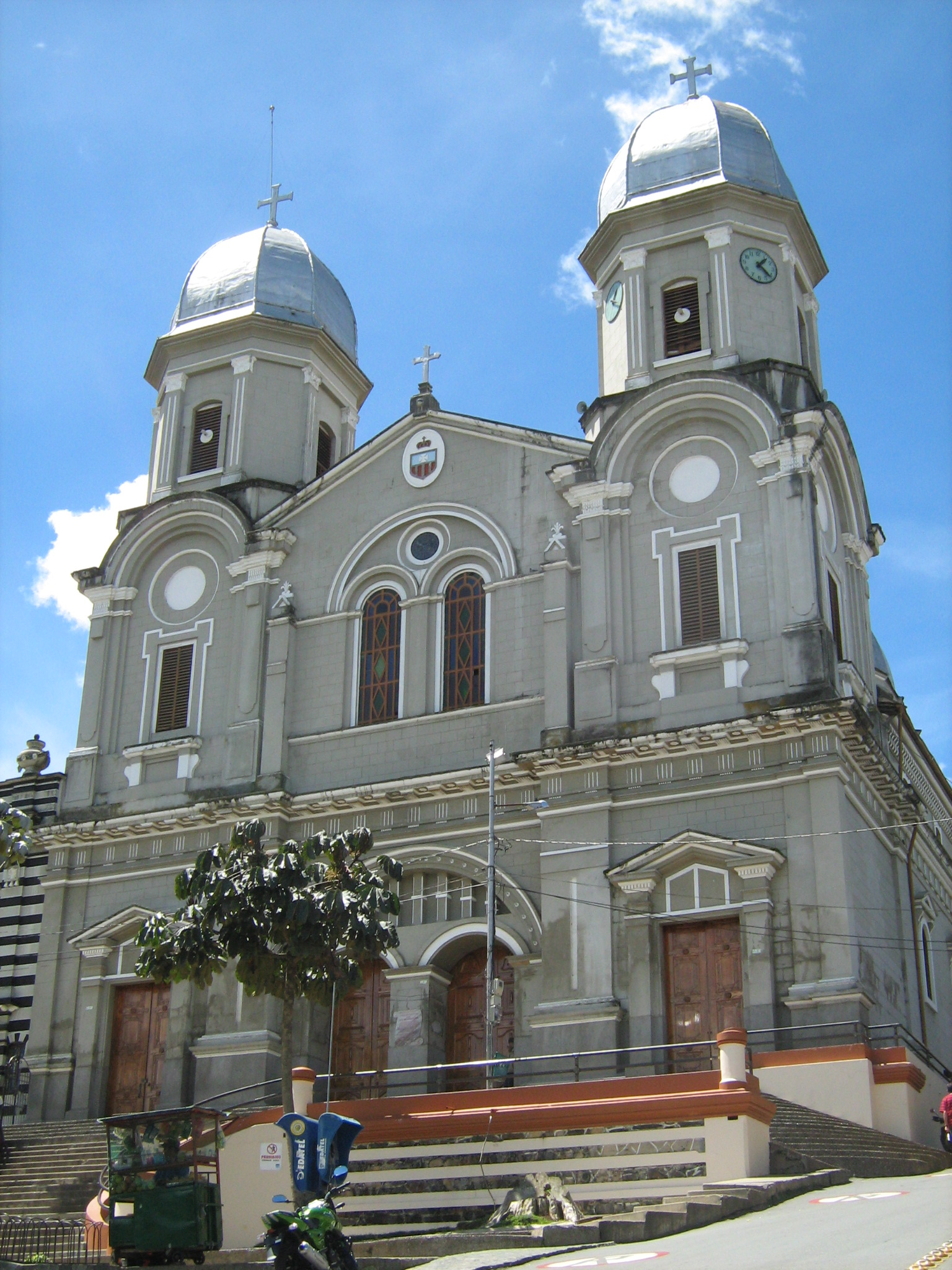
Basilika La Merced

Die Basilika Nuestra Señora de la Merced (deutsch Basilika Unserer Lieben Frau der Barmherzigkeit) ist eine römisch-katholische Kirche in Yarumal in der kolumbianischen Departamento de Antioquia. Die Pfarrkirche des Bistums Santa Rosa de Osos steht unter dem Patrozinium Unserer Lieben Frau der Barmherzigkeit und trägt den Titel einer Basilica minor. Ihr Bau im Neorenaissance-Stil wurde 1866 anstelle einer Vorgängerkirche begonnen und 1944 fertiggestellt.

## Geschichte

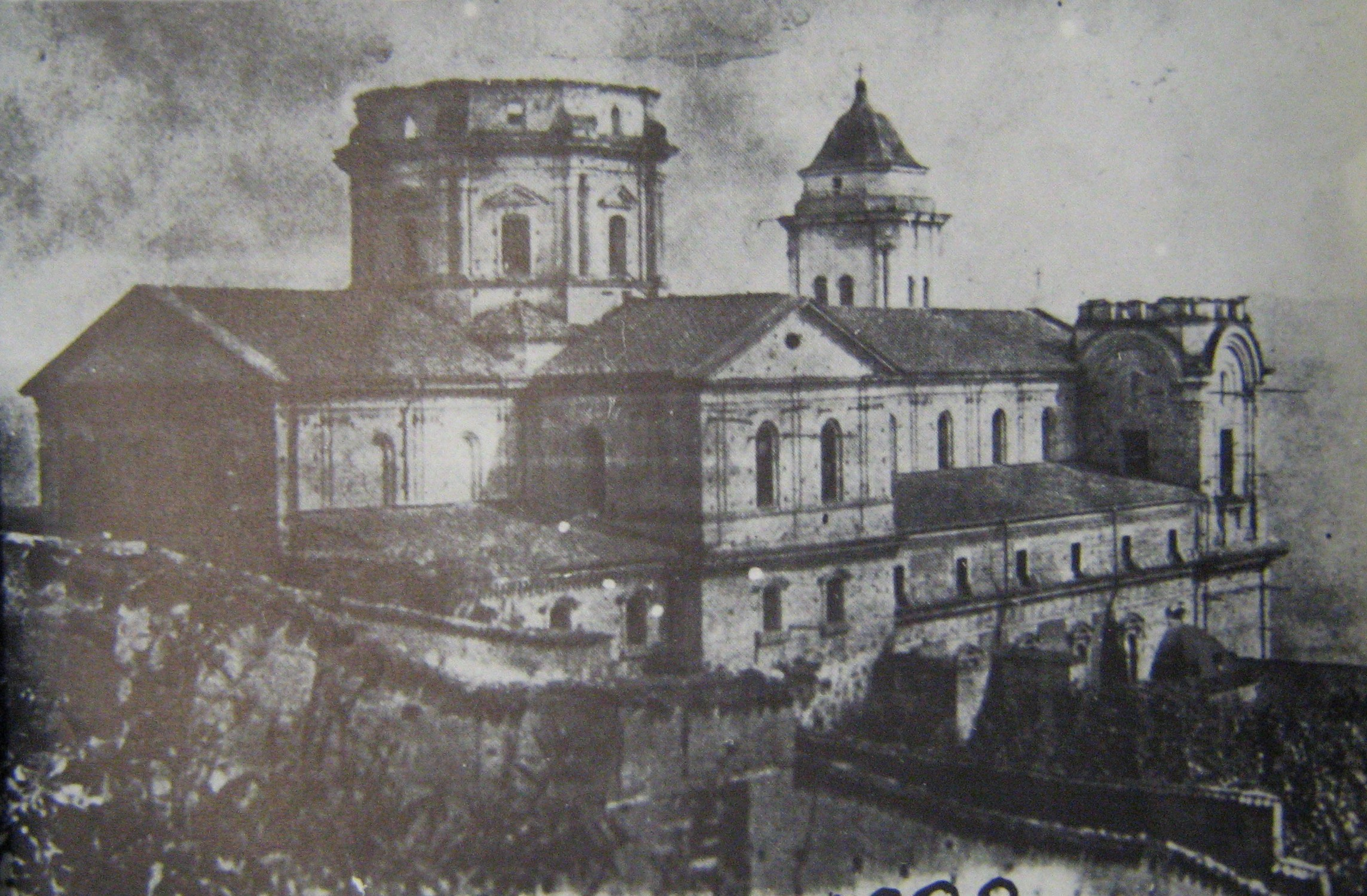
Bau der Basilika um 1892

Mit dem Wachstum der 1787 unter dem Namen San Luis de Góngora gegründeten Stadt, sie hatte 1850 bereits 3000 Einwohner, initiierte Pater Julián Palacio am 20. Dezember 1860 bei einer Einwohnerversammlung den Bau der neuen Kirche, deren Grundsteinlegung er am 6. Februar 1861 vornehmen konnte. Die stets knappe Finanzierung des Projekts wurde durch Sammlungen, Basare, Tombolas und Schenkungen vorangetrieben. Am 2. April 1866 begann der Abriss der alten Kirche, die Gottesdienste wurden in die Friedhofskapelle verlegt, die dazu erweitert werden sollte.
Bei langsamem Baufortschritt konnte die Kapelle 1872 gesegnet werden, der Kirchenbau wurde durch die Bürgerkriege von 1876/1877 und 1885 unterbrochen. Nachdem 1889 die erste Messe in der Kirche gelesen worden war, kam es 1890 zu Einstürzen der sich im Bau befindlichen Kuppel und des Portikus, der danach nicht wieder errichtet wurde. Nach Beschädigungen durch ein Erdbeben 1938 konnte die Kirche 1944 schließlich geweiht werden. Die Kirche wurde 1998 zum Baudenkmal erklärt. 1999 erhob Papst Johannes Paul II. sie in den Rang einer Basilica minor. Seit dem Jahr 2000 bewahrt die Kirche die Überreste des Dichters Epifanio Mejía, dem aus Yarumal stammenden Autor der Hymne von Antioquia.

## Beschreibung

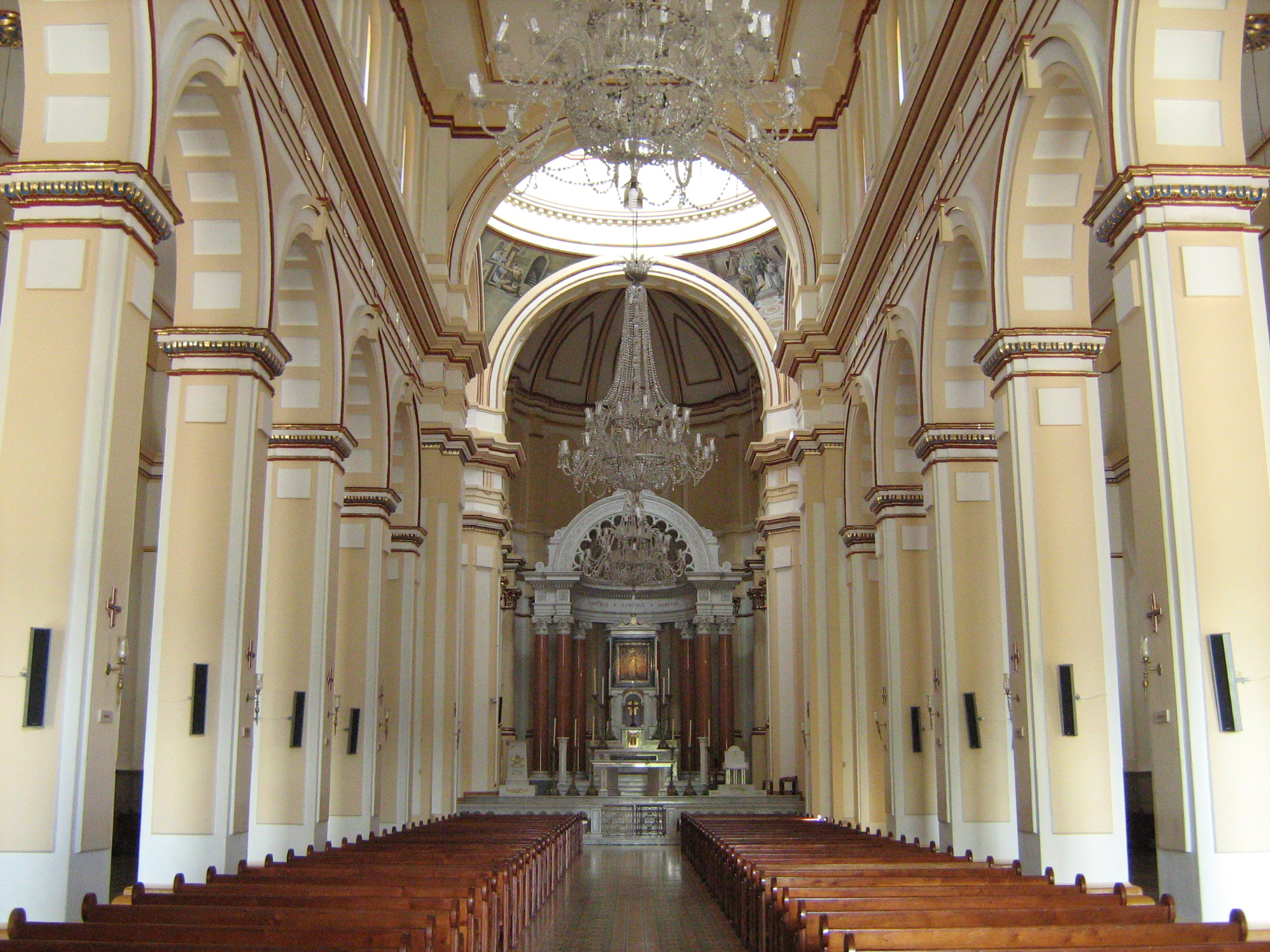
Innenraum

Die dreischiffige Basilika hat einen rechteckigen Grundriss, auf dem das erhöhte Mittelschiff mit dem Chor und dem Querschiff ein Kreuz bildet, dessen Schnittpunkt von einer Vierungskuppel auf einem durchfensterten Tambour beleuchtet wird. Das Mittelschiff und die beiden niedrigeren, als Gänge genutzten Seitenschiffe sind mit Kassettendecken versehen. Die Hauptfassade besteht aus zwei mit Kuppeln abgeschlossenen Türmen, hinter dem Mittelteil erstreckt sich das Hauptschiff. 
Die Kirche beherbergt mehrere künstlerische Elemente, unter denen die Leinwand der Virgen de la Merced aus dem Jahr 1789 hervorsticht. Der Hauptaltar ist aus verschiedenfarbigem Marmor gebaut, er ist 12 Meter hoch ist und wiegt 70 Tonnen. Auffällig ist auch der Bodenbelag, der kunstvolle Muster aus Marmor aufweist.